# Robert Bruyneel
Pour les articles homonymes, voir Bruyneel.
Robert Bruyneel, né le 25 juin 1905 à Lille (Nord) et décédé le 17 mars 1999 à Paris 15e, est un homme politique français.

## Biographie
Né à Lille, Robert Bruyneel suit des études secondaires à Cannes, puis au lycée Condorcet de Paris. Il poursuit par des études supérieures qui le conduisent à une licence de lettres puis un doctorat en droit.
Passé par l'école de cavalerie de Saumur, dont il sort en 1928, il est recruté comme rédacteur au ministère de la Marine, au sein du service du personnel militaire. En 1931, il est attaché au cabinet du ministre de la Marine, Charles Dumont. Il poursuit cette carrière d'attaché de cabinet auprès de Paul Bernier, sous-secrétaire d'État de l'air, puis d'Albert Dalimier, ministre des colonies, et enfin, comme sous-chef de cabinet, de François Piétri, ministre de la Marine.
Il poursuit ensuite sa carrière administrative jusqu'au grade d'administrateur civil.
Candidat aux législatives en 1936 dans le Loir-et-Cher, il n'est pas élu.
Mobilisé dès le début de la seconde guerre mondiale, comme officier d'un peloton motocycliste, il est fait prisonnier en juin 1940, et ne rentre en France qu'un an plus tard.
Pendant l'occupation, il participe à la Résistance au sein du réseau de Noyautage des administrations publiques et intègre les Forces françaises libres. Il est ensuite versé dans la réserve, et finit comme chef d'escadron. Son engagement lui vaut la croix de guerre.
En 1944, il est directeur de cabinet du ministre de la Marine, Louis Jacquinot, avant d'être secrétaire général de l'Alliance démocratique au sein de l'assemblée consultative provisoire.
En octobre 1945, il mène une liste de droite pour l'élection de la première constituante dans le Loir-et-Cher. Avec 22,1 % des voix, il est élu député. Suivant de près l'élaboration du projet de constitution, il se prononce défavorablement sur le projet soumis au référendum et rejeté par les électeurs.
En juin 1946, il est réélu, à la tête d'une liste du Parti Républicain de la Liberté, avec 30,6 % des voix, et de nouveau en novembre (27,4 %).
Député très actif, il dépose de nombreux textes, essentiellement sur les questions agricoles et viticoles, et intervient fréquemment en séance.
En septembre 1948, il est nommé Sous-secrétaire d'État à la vice-présidence du Conseil dans le gouvernement d'André Marie et, en février 1949, conserve ce poste sous le gouvernement Henri Queuille.
Parallèlement, il mène une carrière de journaliste, collaborant à L'Indépendant du Loir-et-Cher, dont il est le directeur politique, et à L'Écho paysan.
En 1951, il mène une liste « d'indépendants et paysans », participant d'un largement apparentement des partis de la « troisième force », et obtient 21,8 % des voix, ce qui lui permet de conserver son siège, et même de faire élire un deuxième député, Georges Litalien.
En août, il retrouve le gouvernement, avec le même poste, sous la direction de René Pleven, qui le charge du suivi des questions parlementaires, administratives et constitutionnelles. Il est notamment très impliqué dans la révision de la Constitution.
En février et mars 1952, il dépose une proposition de loi visant à créer des régions par regroupement de départements, et propose la suppression des sous-préfectures.
Vice-président de l'assemblée nationale depuis 1954, il en brigue vainement la présidence en octobre 1955, avant de se désister pour le MRP Pierre Schneiter.
La liste, soutenue par le CNI, qu'il mène en 1956, s'inscrit dans le soutien à la politique menée par Antoine Pinay. Il obtient 22,5 % des voix et conserve son siège.
Toujours vice-président de l'assemblée nationale, il continue d'intervenir sur de nombreux sujets, tout en prônant à chaque occasion une révision de la Constitution.
En 1958, il soutient le retour de Charles de Gaulle au pouvoir, mais est distancé au première tour des législatives de novembre, dans la première circonscription du Loir-et-Cher, par le MRP André Burlot, pour qui il se désiste.
En 1961, il succède à Jacques Boisrond, décédé, comme sénateur du Loir-et-Cher, et est réélu en 1965.
Membre du groupe des Républicains indépendants, il devient au Sénat un spécialiste des questions juridiques et pénales. Ainsi, en 1966, il s'oppose au projet de loi d'amnistie des actes commis pendant la Guerre d'Algérie, estimant que seule une amnistie générale serait juste.
Attaché au parlementarisme, il s'oppose à la pratique gaullienne des institutions, critiquant notamment en avril 1969 l'utilisation des moyens audiovisuel de l'État afin de propagande en faveur du pouvoir.
En 1974, il propose de revenir sur la révision constitutionnelle de 1962 et de rétablir le suffrage indirect pour l'élection du président de la République.
Quelques mois plus tard, il décide de ne pas se représenter aux sénatoriales et met un terme à sa carrière politique.

## Fonctions gouvernementales
- Sous-secrétaire d'État à la vice-présidence du Conseil du gouvernement Henri Queuille (1) (du 11 septembre 1948 au 13 février 1949)
- Sous-secrétaire d'État à la présidence du Conseil du gouvernement Henri Queuille (1) (du 13 février 1949 au 5 octobre 1949)
- Secrétaire d'État à la présidence du Conseil du gouvernement René Pleven (2) (du 11 août 1951 au 7 janvier 1952)

## Autres mandats
- Député (PRL) de Loir-et-Cher (1946-1958)
- Sénateur (Républicains indépendants) de Loir-et-Cher (1961-1974)